# Can Cot (les Franqueses del Vallès)
Can Cot és un edifici del municipi de les Franqueses del Vallès (Vallès Oriental) inclosa en l'Inventari del Patrimoni Arquitectònic de Catalunya.

## Descripció
Edifici aïllat d'estructura complexa. La casa es troba unida a una nova edificació. Forma un barri tancat davant la façana. Està coberta a dues vessants desiguals. A la façana hi ha una porta dovellada d'arc de mig punt i al seu damunt una finestra amb representacions estranyes, és l'element més remarcable de la casa. La finestra és rectangular, feta de carreus, amb voladís, al damunt té una gran llinda amb forma d'arc rebaixat on es representen figures humanes molt primàries amb una escala i una creu. També s'observen elements pairals gòtics. A la imposta rosetes.

## Història
Masia que es troba dins de l'antic terme de Corró Sobirà. Surt esmentada en el fogatge de 1553. Habitava el mas en aquells moments en Salmi Cot. L'antiga casa està molt transformada. L'element més interessant és la finestra, aquesta segueix una tipologia gòtica tardana del segle xvi però té unes representacions molt peculiars i molt primàries.